# Pantelimon (Bucarest)

Situació del barri de Pantelimon a la ciutat de Bucarest

El barri de Pantelimon és un dels barris del Sector 2 de Bucarest (Romania). Està situat a la part nord-oriental de la capital romanesa. El barri de Pantelimon de Bucarest va rebre el seu nom del Sant Pantelimon. Al barri hi ha ubicat l'Estadi Lia Manoliu (conegut també com l'Estadi Nacional), que és l'estadi més gran de tota Romania, i l'església Pantelimon, que data de l'any 1735.
La principal avinguda del barri, l'Avinguda de Pantelimon és l'espina dorsal del barri i és la via que surt en direcció est cap al mar Negre. El barri de Pantelimon, com el barri de Ferentari, té una mala reputació a la ciutat degut al gran nombre de delictes i al fet que es creu que és un dels centres del crim a la ciutat.
Fora del terme municipal de Bucarest existeix una població adjacent del mateix nom, Pantelimon, però que pertany a la província d'Ilfov i té la seva pròpia administració municipal.

## Galeria d'imatges

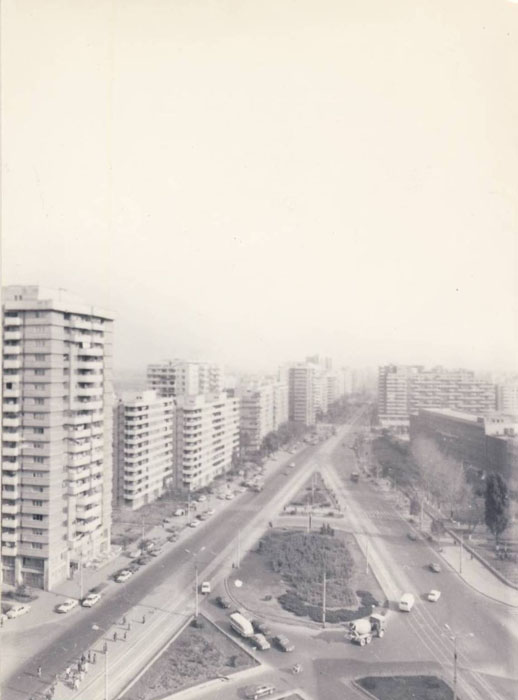
Pantelimon als anys 80
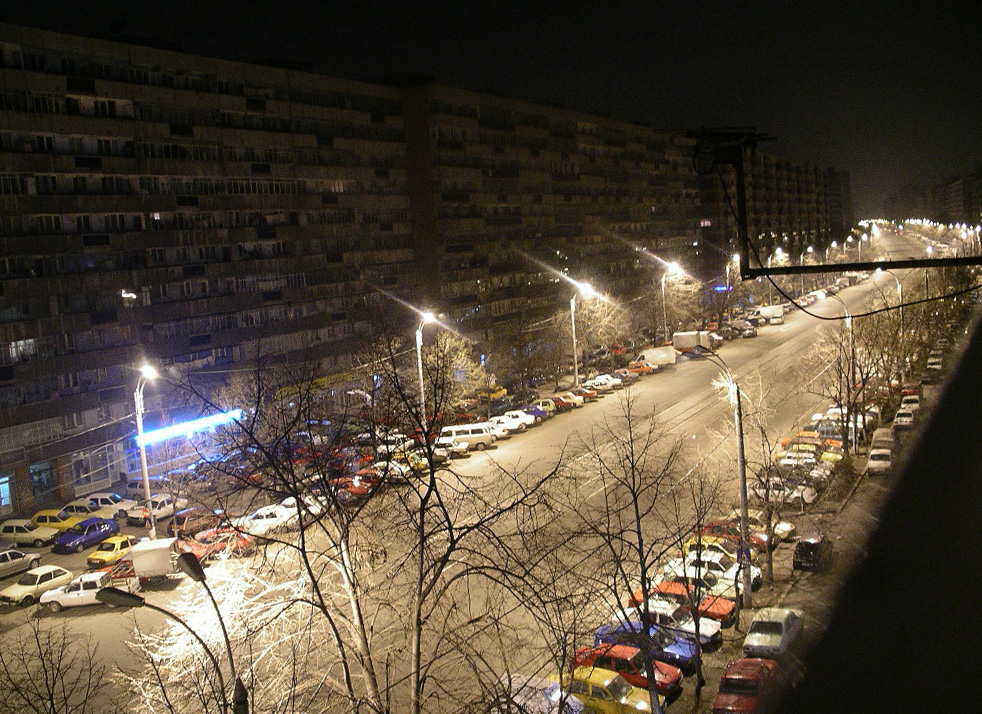
Avinguda Pantelimon